# Sušobreg Bistrički
 Sušobreg Bistrički  falu Horvátországban Krapina-Zagorje megyében. Közigazgatásilag Máriabesztercéhez tartozik.

## Fekvése
Zágrábtól 30 km-re, községközpontjától 5 km-re északkeletre a megye keleti részén, a Horvát Zagorje területén fekszik.

## Története
Lakosságát csak 2001-ben számlálták meg először. Ekkor 92 lakosa volt.

## Külső hivatkozások
Máriabeszterce község honlapja